# Woodsia kitadakensis
Woodsia kitadakensis là một loài dương xỉ trong họ Woodsiaceae. Loài này được Ohwi mô tả khoa học đầu tiên..
Danh pháp khoa học của loài này chưa được làm sáng tỏ. 